# حاج خليل
حاج خليل  قرية سوريّة تتبع إداريّاً لمحافظة حلب منطقة عفرين ناحية راجو، غالبية سكانها من عرب العميرات بلإضافة لوجود اقلية كردية,وبلغ تعداد سكانها 626 نسمة حسب التعداد السكاني لعام 2004. تبعد عن مدينة راجو بـ2 كيلومتر، يحدها من الغرب راجو ومن الشرق كوران,